# Utrke sunčevih automobila
Utrke sunčevih automobila su automobilske utrke električnih automobila pogonjenih solarnom energijom. Solarna energija se dobiva pomoću fotonaponskih panela koji su raspoređeni na površini oplate automobila. Postoje razne kategorije utrka u svijetu sunčevih automobila koje se obično dijele na daljinske i brzinske utrke. Prva solarna utrka bila je Tour de Sol koja se održala 1985. godine. u Švicarskoj. Nakon ove utrke, održane su mnoge slične u Europi, SAD-u i Australiji. U takmičenja su se obično uključivali fakulteti da bi kroz utrke usavršavali vještine svojih studenata u vođenju zahtjevnih tehnoloških projekata. Mnoge tvrtke su također sudjelovale u prošlosti, kao i neke srednje škole. U nekim zemljama postoje posebne kategorije utrka koje su namijenjene samo za učenike srednjih škola.

## Daljinske utrke
Prva daljinska i uopće utrka solarnih automobila bila je utrka Tour de Sol. Dvije najistaknutije utrke solarnih automobila na daljinu (kopnene utrke) su World Solar Challenge i North American Solar Challenge. Na njima sudjeluju razna sveučilišta i korporativni timovi. Korporativne ekipe sudjeluju u utrkama radi iskustva u radu s alternativnim izvorima energije i zbog korištenja naprednih materijala. Sveučilišne ekipe sudjeluju kako bi studentima omogućili iskustvo u projektiranju automobila visoke tehnologije i rada na naprednim i ekološkim materijalima. Ove utrke često su sponzorirane od obrazovnih ustanova te tvrtki kao što su Toyota, koje žele promovirati obnovljive izvore energije.

### Tour de Sol
Tour de Sol je prva utrka vozila, koja su pogonjena na solarni pogon umjesto motora s unutarnjim izgaranjem. Izvorno, događaj je zamišljen kao dio promocije tvrtke švicarskog poduzetnika i solarnog pionira Josefa Jennija. Ovom akcijom je Jenni želio pokazati da solarna energija djeluje, ne samo u vrućim područjima, nego i u Srednjoj Europi. Utrka se održavala od 1985. do  1993.
Prva utrka Tour de Sol je održana u Švicarskoj 1985. godine. Odvijala se u 5 faza od Romanshorna preko Winterthura do Ženeve. Utrku su započela 73 solarna automobila i više od njih 50 uspjelo je odvesti utrku do kraja. Utrka se odvijala na ulicama koje su bile otvorene za promet. Sudionici su se morali pridržavati svih prometnih pravila. Vozila su imala solarne ploče i baterije s određenom maksimalnom snagom i kapacitetom.
Prvotno su dvije kategorije vozila bile dozvoljene:
- 1. Kategorija: Solarna vozila bez dodatnog pogona, koja koriste isključivo solarnu energiju, te prvo punjenje baterije. Dozvoljena površina panela bila je do 6 m², snaga solarnih generatora 480 W te 4,8 kWh za baterije.
- 2. Kategorija: Solarna vozila s dodatnim pogonom, npr. s dodatnom snagom mišića i sa smanjenim vrijednostima za solarne generatora i akumulatora.

Kasnije su bile dodane razne druge kategorije, te su se razvile mnoge druge utrke.

### World Solar Challenge
Kao vrhunac utrka solarnih vozila je World Solar Challenge koji se održava u Australiji od 1987. Prvotno svake 3 godine, danas svaki dvije. Najbolji sudionici utrke postižu prosječnu brzinu od oko 100 km/h na stazi duljine od oko 3000 km. Vrijeme održavanja utrke tokom jednog dana i računanje vremena je samo za vrijeme dnevne svjetlosti, te se ostatak vremena ne računa. Najveću prevaljenu udaljenost u jednom danu od 830 km postigao je nizozemski solarni automobil Nuna II u listopadu 2003. 
Vozilima je potrebno za 100 km na 300 kg težine samo 0,17 litara protuvrijednosti benzina. To je najvažnija značajka tih solarnih automobila. Brzina je limitirana prometnim propisima na javnim cestama. 2005. godine na 7. World Solar Challenge, pobjeđuje 3. put zaredom tim NUON sa solarnim vozilom NUNA III, s 102 km/h prosječne brzine, te je time prvi put probijena granica od 100 km/h.
20. obljetnica utrke World Solar Challenge održana je u listopadu 2007. U lipnju 2006. su napravljene veće promjene u pravilima ove utrke radi povećanja sigurnosti, te radi izgradnje nove generacije solarnih automobila, koji bi uz malo modifikacija mogli biti osnova za praktičnu primjenu u transportu. Isto tako je bila namjera usporiti automobile u utrci, koji su već lako mogli premašiti ograničenje brzine (110 km/h) prethodnih godina. Pobjednik je bio tim Nuna 4 prosjekom 90,87 km/h. Održavala se te godina i utrka po starim pravilima čiji je pobjednik bio tim Ashiya Sveučilište s prosjekom brzine kretanja od 93,57 km/h.

### Podrška
Automobili zahtijevaju intenzivnu podršku momčadi slične veličine kao i na profesionalnim utrkama na konvencionalno gorivo. Izraziti slučaj je s World Solar Challengeom gdje dijelovi utrke vode kroz vrlo napuštene dijelove zemlje. Solarni automobili putuju u pratnji malog karavana automobila podrške. U utrci svaki solarni automobil prethodi vodeći automobil podrške koji identificira moguće probleme ili prepreke. Iza solarnog automobila vozi se kontrolno vozilo misije iz kojeg se ritam utrke kontrolira. Iz njega se donose taktičke odluke na temelju informacija iz solarnog automobila i informacija o vremenu i terenu. Iza kontrolnog vozila misije može biti jedno ili više drugih vozila koja prevoze druge vozače, podršku za održavanje, kao i pomagala i opremu za kampiranje za cijelu momčad.

### Druga velika međunarodna natjecanja
| Naziv natjecanja                    | Zemlja održavanja |
| ----------------------------------- | ----------------- |
| • American Solar Challenge          | SAD               |
| • World Solar Rally                 | Taiwan            |
| •SunRace                            | Australija        |
| •South African Solar Challenge      | Južna Afrika      |
| •Solar Car Race Phaeton Hellas      | Grčka             |
| •Canadian Solar Discovery Challenge | Kanada            |

## Brzinske utrke
Brzinske utrke solarnih vozila su još jedan oblik solarnih utrka. Za razliku od utrka na velike udaljenosti, vozila koja sudjeluju u brzinskim utrkama ne koriste baterije ili uređaje za pohranu energije. Obično se natjecatelji utrkuju jedan protiv drugog na četvrt kilometra udaljenosti na ravnoj stazi. Trenutno se solarne brzinske utrke održavaju svake godine u subotu koja je najbliža ljetnom solsticija u Wenatchee, Washington, SAD. Svjetski rekord za ovaj događaj je 29.5 sekundi postavljen od strane momčadi South Whidbey High School 23 lipnja 2007.

## Uspjesi i rezultati

### FIA brzinski rekord
FIA prepoznaje kopneni brzinski rekord za vozila s pogonom samo na solarne panele. Trenutni rekord drži momčad Raedthuys Solar Team, sa Sveučilišta u Twente-u sa svojim automobilom Solutra. Rekord iznosi 37.757 km/h i postavljen je 2005.

### Guinnessov svjetski rekord za brzinski rekord
Guinness svjetski rekordi isto tako prepoznaju kopneni brzinski rekord za vozila s pogonom samo na solarne panele. Ovaj rekord trenutno drži Sveučilište New South Wales s automobilom Sunswift IV. Tijekom postavljanja rekorda je njegova baterija težine 25 kilograma uklonjena, tako da se vozilo pokretalo isključivo svojim solarnim panelima. Rekord od 88,8 km na sat postavljen je 7. siječnja 2011. u pomorskoj zračnoj bazi HMAS Albatross u Nowri.

## Srodni članci
- solarna energija

- sunce

- Sunčev automobil

- Automobilizam